# Grań Żółtej Turni

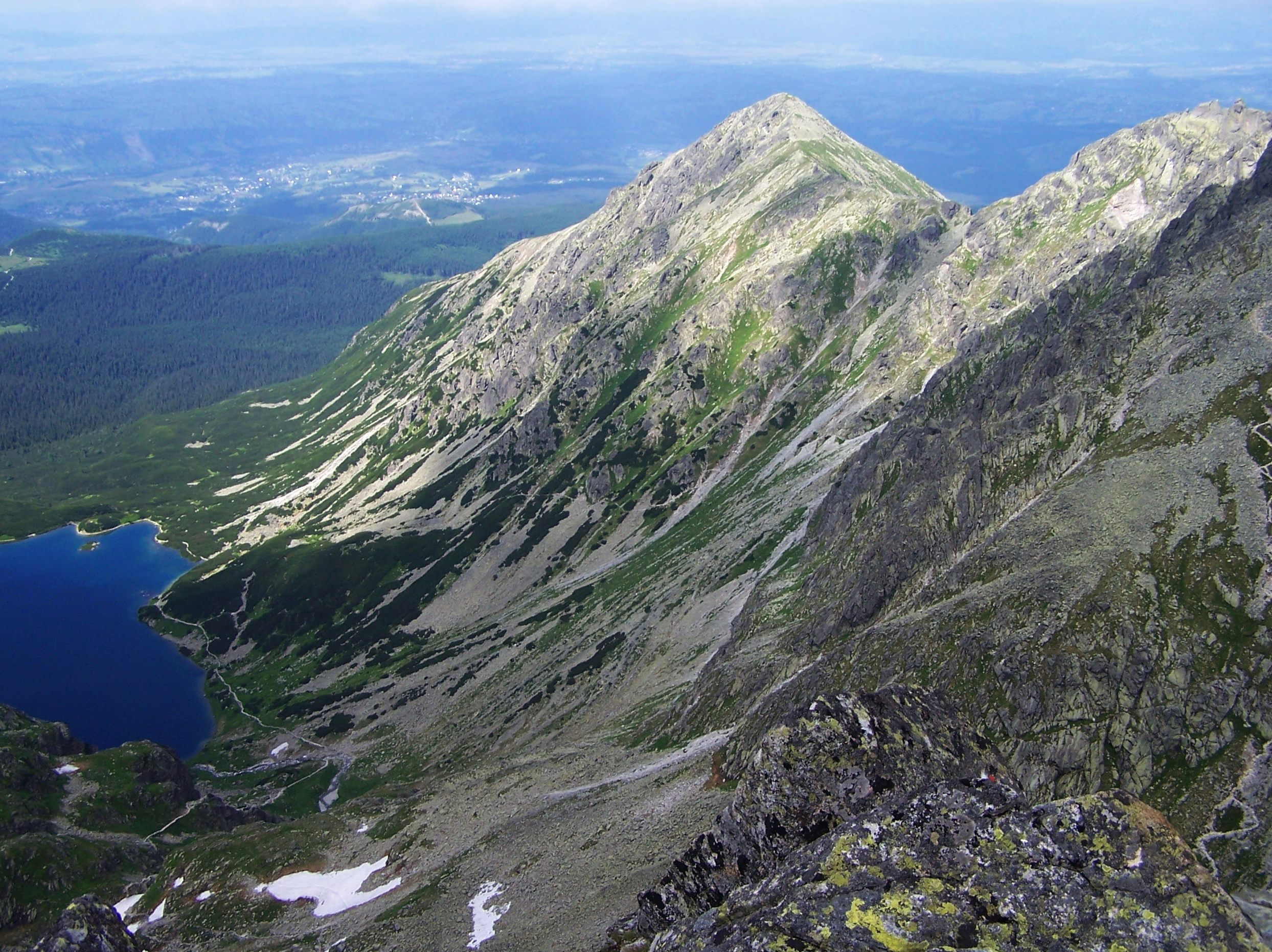
Blick vom Höhenweg Orla Perć

Die Grań Żółtej Turni, auch Północna grań Skrajnego Granatu genannt, ist ein Bergmassiv in der polnischen Hohen Tatra in der Woiwodschaft Kleinpolen  mit einer Maximalhöhe von 2174 m n.p.m. in der Zadnia Pańszczycka Czuba. Über den Kamm des Massivs verläuft die Grenze zwischen den Gemeinden Poronin (Ortsteil Murzasichle) im Norden und Zakopane im Süden. 

## Lage und Umgebung
Unterhalb des Massivs liegen die Täler Dolina Czarna Gąsienicowa und Dolina Pańszczyca. Das Massiv grenzt über den Bergpass Pańszczycka Przełączka Wyżnia an den Skrajny Granat im Massiv der Granaty im Südosten. Im Westen fällt das Massiv in das Tal Dolina Gąsienicowa herab.
Der Kamm des Massivs verläuft wie folgt:
- Gipfel Zadnia Pańszczycka Czuba, 2174 m
- Bergpass Pańszczycka Przełączka Pośrednia, 2145 m
- Gipfel Skrajna Pańszczycka Czuba, 2155 m
- Bergpass Pańszczycka Przełęcz, 2115 m
- Gipfel Wierch pod Fajki, 2134 m
- Bergpass Przełączka pod Fajki
- Gipfel Pańszczycka Turnia, 2067 m
- Bergpass Żółta Przełęcz, 2026 m
- Gipfel Żółta Turnia, 2087 m
  - Gipfel Łopata
  - Gipfel Jasicowa Czubka, 1461 m

## Etymologie
Der Name Grań Żółtej Turni lässt sich als Grat des gelben Turms übersetzen. Er rührt von dem Berg Żółta Turnia her. Der Alternativname Północna grań Skrajnego Granatu lässt sich als Nordgrat der Äußeren Granatspitze übersetzen und rührt von dem Berg Skrajny Granat her.

## Flora und Fauna
Die Waldgrenze liegt bei 1600 Höhenmeter. Die Grań Żółtej Turni ist Rückzugsgebiet für Bären, Gämsen, Murmeltiere und Raubvögel, insbesondere Steinadler.

## Tourismus
Über den Kamm der Grań Żółtej Turni verläuft kein Wanderweg. Sie ist jedoch bei Kletterern beliebt. Über den Skrajny Granat verläuft der rot markierte Höhenweg Orla Perć. Auf ihn führen zudem gelb und grün markierte Wanderwege aus dem Tal Dolina Czarna Gąsienicowa.

## Belege
- Zofia Radwańska-Paryska, Witold Henryk Paryski: Wielka encyklopedia tatrzańska. Poronin, Wyd. Górskie, 2004, ISBN 83-7104-009-1.
- Tatry Wysokie słowackie i polskie. Mapa turystyczna 1:25.000, Warszawa, 2005/06, Polkart, ISBN 83-87873-26-8.